# Paradise (Californie)
Pour les articles homonymes, voir Paradise.
Paradise est une municipalité située dans le comté de Butte au nord de la vallée centrale de Californie, aux États-Unis,, à environ 24 kilomètres au nord-est de Chico et à 160 km au nord de Sacramento.
Sa population était de 26 218 habitants en 2010, estimée, en 2017, à 26 882 habitants. Sa superficie est de 47,3 km2.
La ville a été entièrement détruite par l'incendie dit Camp Fire, qui a débuté le jeudi 8 novembre 2018. Cet incendie est le plus dévastateur de l'histoire de la Californie.

## Histoire
Le premier bureau postal est établi à Paradise en 1877. Il est fermé pendant un certain temps, en 1911, mais il est rétabli plus tard cette année-là, lorsque le bureau de poste d'Orloff (en) est fermé. Paradise est incorporée le 27 novembre 1979.

### Incendie de 2018
Le 8 novembre 2018, un incendie est signalé, près du chemin Camp Creek à proximité de Pulga (en). Peu après le début d'incendie, le bureau du shérif du comté de Butte ordonne l'évacuation du quartier Est de Paradise, puis celle du reste de la ville, une heure plus tard. D'autres endroits ont également reçu des ordres d'évacuation, tandis que d'autres reçoivent des avertissements d'évacuation, et des abris d'urgence sont établis.

## Géographie
La localité de Paradise est située à 16 km à l'est de Chico et 137 km au nord de Sacramento en Californie. La ville s'étend sur une large crête entre des canyons profonds, formés par le bras ouest de la rivière Feather, à l'est, et Butte Creek (en), à l'ouest. La région de Paradis s'étend vers le nord pour inclure la communauté non incorporée de Magalia, ainsi que celle de Stirling City, au nord. L'altitude de Paradise est de 542 mètres.

## Démographie
Lors du recensement de 2010, la ville comptait une population de 26 218 habitants. Elle est estimée, en 2017, à 26 551 habitants.
| 1960  | 1970   | 1980   | 1990   | 2000   | 2010   |
| ----- | ------ | ------ | ------ | ------ | ------ |
| 8 268 | 14 539 | 22 571 | 25 408 | 26 408 | 26 218 |

## Personnalités liées à la ville
- Jake McLaughlin (1982), acteur